# نصرالله مردانی
نصرالله مردانی (زادهٔ ۲۳ دی ۱۳۲۶ در کازرون - درگذشته ۱۹ اسفند ۱۳۸۲ در کربلا) شاعر مطرح ایرانی بود.
او یکی از شاعران تأثیرگذار در سال‌های پس از انقلاب ۵۷ و از چهره‌های ماندگار ایران در حوزه ادب و فرهنگ  بود. مردانی تحت تأثیر غزل‌های نوی شاعر همشهری‌اش محسن پزشکیان به این سبک روی آورد. از وی به عنوان ابداع‌کننده سبک غزل حماسی نام برده می‌شود. کتاب خون‌نامهٔ خاک از آثار مردانی در سال ۱۳۶۴ به عنوان کتاب برگزیدهٔ سال ایران انتخاب شد. مردانی را می‌توان یکی از برجسته‌ترین شاعران پس از انقلاب در ایران دانست. آرامگاه وی در مجموعه بوستان مردانی در شهر کازرون قرار گرفته است.

## زندگی
نصرالله مردانی در تاریخ ۲۳ دی‌ماه ۱۳۲۶ در کازرون متولد شد و تحصیلات خود را در همین شهر به پایان رساند. مردانی شیفته اشعار حافظ و فردوسی بود.
با این وجود او به شدت تحت تأثیر اشعار شاعر همشهری‌اش، محسن پزشکیان بود و به همین دلیل به سبک غزل‌سرایی روی آورد.
مردانی پیش از انقلاب کارمند بانک ملی بود و پس از انقلاب در بخش‌های فرهنگی سپاه پاسداران و وزارت فرهنگ و ارشاد اسلامی به فعالیت پرداخت. علاقه او به سید محمدحسین طباطبایی باعث شد تا به مدت ۹ سال کنگره ملی تحت عنوان بزرگداشت علامه طباطبایی را در کازرون برگزار کند.

## سبک شعری
اشعار مردانی بیشتر در زمینهٔ حماسی و انقلابی بود. سبک شعری وی بسیاری از شاعران حکومتی را به دنبال خود کشاند، به طوری که جای پای ترکیبات و تصاویر او را می‌توان در غزل‌های دیگر شاعران انقلاب اسلامی تعقیب کرد. با توجه به علاقهٔ گذشته‌های دور او به فردوسی و حافظ، با الهام از این دو، پیوندی بین حماسه و غزل به وجود آورد. وی که به قالب‌های کلاسیک و کهن شعر فارسی وفادار بود، در شعرهایش به مضمون‌های مرتبط با جنگ ایران و عراق می‌پرداخت.
مردانی همچنین به علت علاقه به زادگاهش اشعار بسیاری با لهجه کازرونی سروده است.

## مرگ
نصرالله مردانی در تاریخ ۱۹ اسفندماه ۱۳۸۲ طی سفر به عراق در شهر کربلا درگذشت.  پیکر او ابتدا به تهران منتقل شده و با حضور مقامات در مقابل تالار وحدت تشییع شد و سپس بنا به وصیتش به زادگاهش کازرون منتقل و در این شهر به خاک سپرده شد.
علی خامنه‌ای در پیامی او را با لفظ شاعر شیرین‌سخن و انقلابی خطاب کرد. جمعی از مسئولین ارشد کشور نیز در پیام‌هایی فوت او را تسلیت گفتند.

## آرامگاه
پس از مرگ مردانی، شهرداری کازرون تصمیم به ساخت بنای یادبود آرامگاه مردانی و احداث بوستانی به نام او گرفت. این بوستان به مساحت ۱۲ هکتار در جنوب غربی کازرون تأسیس شد و آرامگاه نصرالله مردانی در این بوستان قرار دارد.

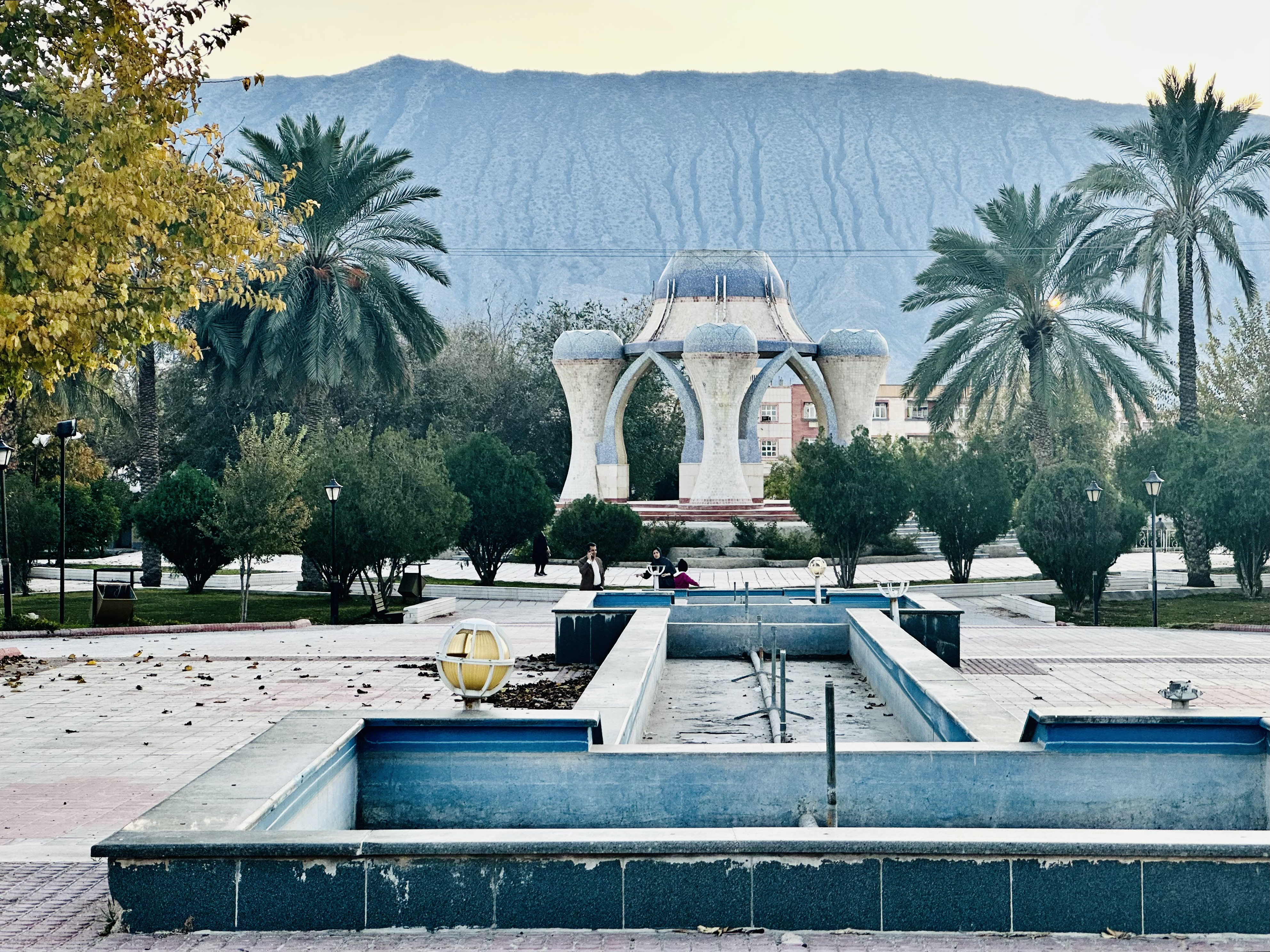
آرامگاه نصرالله مردانی در کازرون

## مؤسسهٔ فرهنگی هنری مردانی
پس از درگذشت نصرالله مردانی، جمعی از نزدیکان و خانوادهٔ وی اقدام به تأسیس مؤسسه‌ای با نام مؤسسهٔ فرهنگی هنری مردانی جهت ترویج افکار و اندیشه‌های وی کردند. بنا به وصیت خود مردانی، کتابخانه شخصی وی نیز به این فرهنگسرا اهدا شد.
این مؤسسه هم‌اکنون در بوستان مردانی و در کنار آرامگاه نصرالله مردانی واقع شده است. از اعضای سرشناس هیئت‌امنای این مؤسسه می‌توان به غلامعلی حداد عادل اشاره کرد. اسدالله ایمانی نیز تا زمان مرگش عضو این مؤسسه بود.

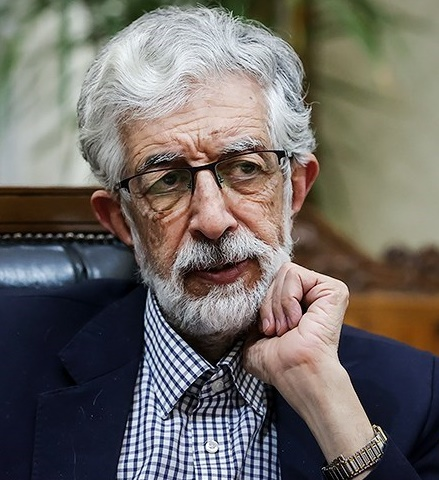
غلامعلی حداد عادل، رئیس پیشین مجلس شورای اسلامی و رئیس فعلی فرهنگستان زبان و ادبیات فارسی
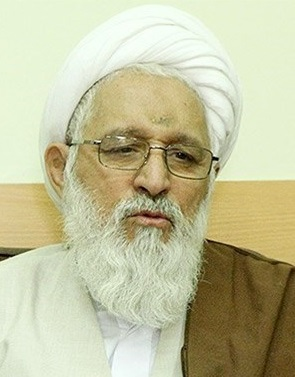
اسدالله ایمانی، امام‌جمعه پیشین کازرون و شیراز و عضو پیشین مجلس خبرگان رهبری

## نمونه اشعار
یکی از اشعار مشهور مردانی که بر روی سنگ مزار وی نیز حک شده است بدین شرح است:
| من واژگون من واژگون من واژگون رقصیده‌ام |  | من‌ بی‌سر و بی‌دست‌ و پا در خواب‌ خون‌ رقصیده‌ام  |
| منظومه‌ای‌ از آتشم، آتشفشانی‌ سرکِشم       |  | در کهکشانی‌ بی‌نشان‌ خورشیدگون‌ رقصیده‌ام‌       |
| میلاد بی‌آغاز من‌ هرگز نمی‌داند کسی       |  | من‌ پیر تاریخم‌ که‌ بر بام‌ قرون‌ رقصیده‌ام      |
| فردای‌ ناپیدای‌ من‌ پیداست‌ در سیمای‌ من    |  | این‌‌سان‌ که‌ با فرداییان‌ در خود کنون‌ رقصیده‌ام‌ |
| ای‌ عاقلان‌ در عاشقی‌ دیوانه‌ می‌باید شدن   |  | من‌ با بلوغ‌ عقل‌ در اوج‌ جنون‌ رقصیده‌ام        |
| میلاد دانایی‌ منم، پرواز بینایی‌ منم     |  | من‌ در عروجی‌ جاودان‌ از حد فزون‌ رقصیده‌ام     |
| پیراهن‌ تن‌ پاره‌ کن، عریانی‌ جان‌ را ببین  |  | من‌ در جهان‌ دیگری‌ از خود برون‌ رقصیده‌ام      |
| با رقص‌ من‌ در آسمان، رقص‌ تمام‌ اختران    |  | من‌ بربلندای‌ زمان‌ بنگر که‌ چون‌ رقصیده‌ام      |

### اشعار با لهجه کازرونی
مردانی اشعار بسیاری با لهجه کازرونی سروده است. شعر زیر یکی از نمونه‌های آن است:
| چه قشنگَن روی کُه صُبا که اُفتو می‌زنه     |  | آ نسیم پامْشه اَ خو رو علفا دو می‌زنه   |
| رو گلیم دُختر صحرا میشینه عروسِ باهار   |  | تو دومن سوز قَباش نقش گلوی نو می‌زنه   |
| پویِ حوضِ سوز بیدمِشک و بالوی دَشتِ بُخنگ   |  | پرپرونک میا ملاق رو خوشه‌ی جو می‌زنه   |
| عامو نوروز هنووَم مثلِ قدیما توی باغ    |  | وا گلوی سرخٍ دٍنَک لو روی بَهلو می‌زنه    |
| تو هَووی باهارِ آخرک سر چشمه‌ی ساسون     |  | بید مجنون دُزَکی دس تو سینه‌ی اُو می‌زنه  |
| باد حیرون می‌رَسه اَ گرد راه خَسّه و خورد  |  | میره تا کلّه‌ی تُل صب تا پسین هُو می‌زنه  |
| شُو میشه روز میره کُه هَفتو برادرون میان |  | دوواره تو آسمون ستاره‌ی شُو می‌زنه      |
| بو گلوی وحشی شَدَمبو نزیکوی تنگِ تیکُو    |  | آدمی مَس می‌کنه وقتی تو کُه تُو می‌زنه    |
| اَ ئی دنیوی بی وفا هر چی بیگی هنو کَمَن  |  | که شیرین پُوی بیسوتون صدایِ خسرو می‌زنه |

### چاپ اشعار در کتب درسی
چندین شعر مردانی در کتب درسی ذکر شده بود که شعر زیر یکی از نمونه‌های آن است:
| از خوان خون گذشتند صبح ظفر سواران |  | پیغام فتح دارند آن سوی جبهه یاران |
| در شط سرخ آتش، نعش ستاره می‌سوخت   |  | خون‌نامهٔ نبرد است آیین پاسداران    |
| در کربلای ایثار مردانه در ستیزند  |  | رزم‌آوران اسلام با خیل نابکاران    |
| در شام سرد سنگر روشن چراغ خون است |  | ای آب دیده، تر کن لبهای روزه‌داران |
| در رزمگاه ایمان با اسب خون بتازند |  | تا وادی شهادت این قوم سربداران    |
| گلگونهٔ شهیدان با خون گل بشویید    |  | تا سرخ‌تر نماید رخسار روزگاران     |
| هابیلیان کجایید قابیل دیگر آمد    |  | ننگ است جان سپردن در دخمهٔ تتاران  |
| در بادهای سوزان نیلوفران خاکی     |  | چشم‌انتظار آب‌اند ای روح سبز باران  |
| ای ابر پرصلابت، آبی ز دیده بفشان  |  | با مرگ لاله طی شد افسانهٔ بهاران   |
| بی‌باوران عالم با چشم دل ببینید    |  | آیینهٔ زمان است این پیر در جماران  |

از جمله اشعار دیگر مردانی که در کتب درسی به چاپ رسیده‌اند می‌توان به شعر "ای خدای بزرگ و هستی‌بخش" در دینی چهارم دبستان (تا قبل از تغییر نظام تحصیلی به شش، سه، سه)، شعر"شب رفت و سپیده سر کشیده" در کتاب فارسی پنجم دبستان (تا قبل از تغییر نظام تحصیلی)، شعر "مادر ای مریم بزرگ زمان" در کتاب فارسی اول دبیرستان (در نظام تحصیلی شش، سه، سه) و رباعی "بر دوش زمانه لحظه‌ها سنگین بود" در کتاب ادبات سوم دبرستان (تا قبل از تغییر نظام تحصیلی به شش، سه، سه) اشاره کرد.